# David Kustoff
David Kustoff, né le 8 octobre 1966 à Memphis, est un homme politique américain. Membre du Parti républicain, il est élu du Tennessee à la Chambre des représentants des États-Unis depuis 2017.